# Thenjiwe Mtintso
Thenjiwe Mtintso née à Soweto, le 7 novembre 1950, est une militante anti-apartheid, une journaliste, une femme politique et une ambassadrice sud-africaine. 

## Biographie
Thenjiwe Mtintso est née le 7 novembre 1950, à Soweto, où elle grandit. Sa mère est une femme de ménage et son père  est un syndicaliste et un militant du Congrès national africain (ANC). Lorsque la famille Mtintso est confrontée à des difficultés économiques, elle commence à travailler dans différents secteurs à temps partiel pour financer ses études secondaires, qu'elle prolonge par correspondance, puis à l'Université de Fort Hare.
À l'Université, elle milite au sein de la South African Students’ Organisation (SASO, ou en français :  Organisation étudiante sud-africaine) et du Mouvement de conscience noire, le  Black Consciousness Movement. Elle est expulsée de l'Université, et est emprisonnée à plusieurs reprises dans les années 1970. Elle est également surveillée dans son activité de journaliste pour le Daily Dispatch, ]un journal libéral édité par le militant anti-apartheid blanc Donald Woods.
Elle est arrêtée, torturée par les forces de l'ordre et soumise à des mesures d'isolement en prison. Elle part en exil en 1978, dans un contexte sud-africain tendu après l'assassinat de Steve Biko. Elle rejoint l'ANC et l'Umkhonto we Sizwe (MK), branche militaire de l'ANC. Elle participe à une formation militaire. Elle poursuit cette formation à Cuba. Elle intervient ensuite au Lesotho puis au Botswana, jusqu'en 1989, au sein des équipes dirigeantes, militaires et politiques, de l'ANC. Elle représente également l'ANC en Ouganda de 1989 à 1991.
Elle reste en exil jusqu'en 1992, année où elle est de retour en Afrique du sud. Elle est nommée au Comité Exécutif de Transition, et est une participante active aux négociations sur la convention pour une Afrique du sud Démocratique (Convention for a Democratic South Africa ou CODESA). Après les premières élections démocratiques en avril 1994, elle devient membre du Parlement. Par la suite, elle devient présidente de la Commission pour l'Égalité des sexes en 1997.
Un an après, elle est désignée première secrétaire adjointe de l'ANC, mais démissionne de ce poste en 2004, en raison d'ennuis de santé causés par les tortures subies dans les années 1970. Elle est également membre du Comité Central du Parti Communiste Sud-Africain (SACP). Elle reprend aussi des études pendant ces mêmes périodes et obtient un Master of Arts à l'Université de Witwatersrand en 1998. 
En 2007,  elle est nommée ambassadrice de l'Afrique du sud à Cuba, et en 2010, ambassadrice de l'Afrique du sud en Italie, jusqu'en avril 2013. Elle occupe ensuite le poste d'ambassadrice d'Afrique du sud en Roumanie.